# Hai Yang Shi You 301
Hai Yang Shi You 301 — танкер для перевезення зрідженого природного газу (ЗПГ). Певний час використовувався як плавуче сховище на терміналі для прийому ЗПГ.

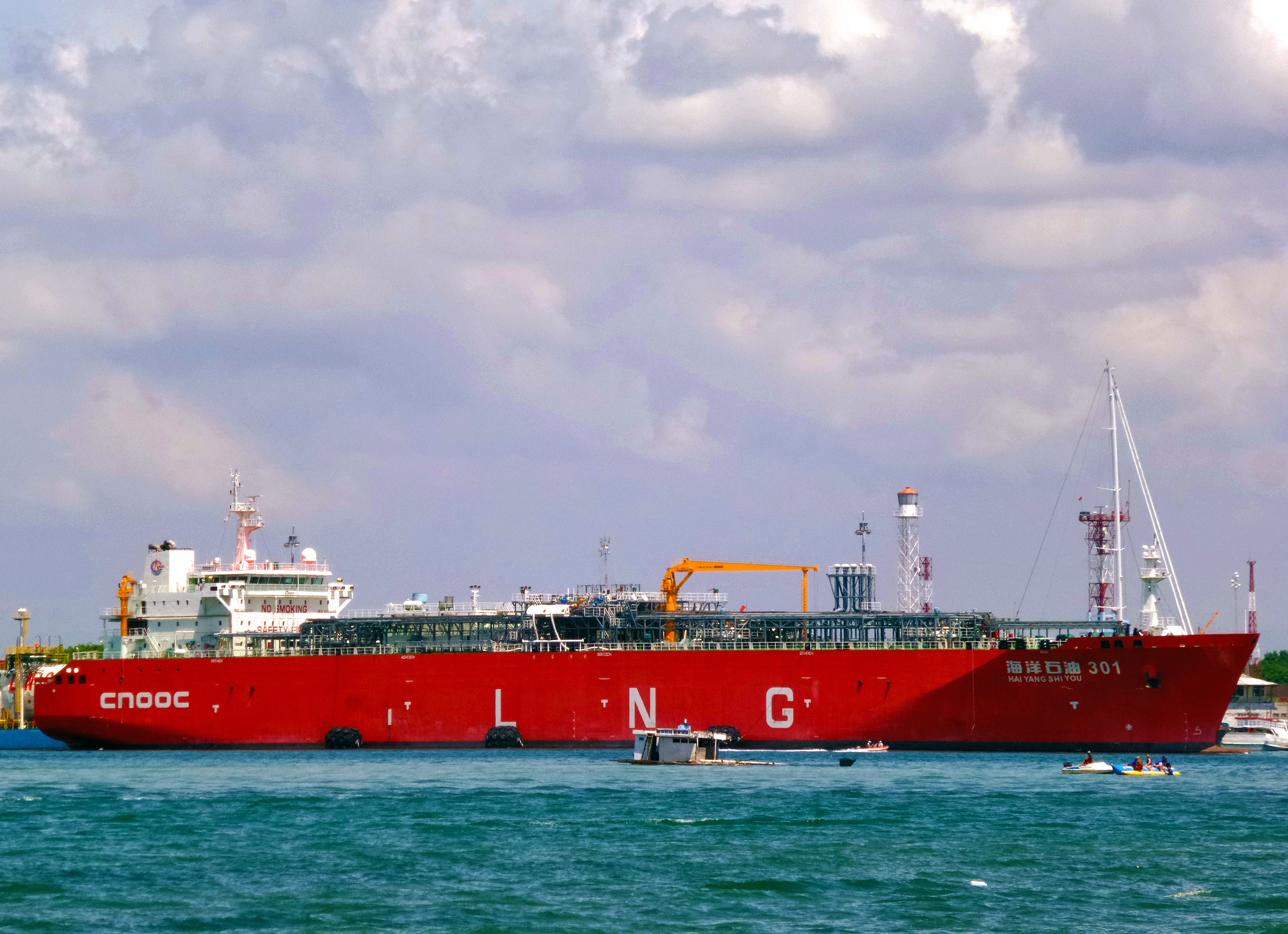
Судно на терміналі ЗПГ Беноа, листопад 2016 року

Судно, споруджене у 2015 році на верфі Jiangnan Shipyard (Шанхай), стало першим створеним в Китаї малим ЗПГ-танкером. Воно має 4 дводольні резервуари типу С із загальною ємністю 30 тис. м3. Газ, який википає, може повертатись назад у зріджений стан за допомогою власноъ холодильної установки судна. Швидкість завантаження та розвантаження становить 4,4 тис. м3 на годину.
Силова установка базується на двопаливному двигуні фінської компанії Wartsila, котрий розрахований на споживання як рідкого палива, так і газу. Останній можуть отримувати не лише внаслідок википання вантажу, але й за допомогою системи відбору, котра має два занурені насоси та регазифікатор. Пересування до місця призначення здійснюється зі швидкістю до 16,5 вузлів.
Основним призначенням судна має бути транспортування малих партій зрідженого газу, втім, невдовзі після спорудження його на певний час задіяли на запущеному в березні 2016-го індонезійському терміналі з імпорту ЗПГ Беноа (острів Балі). Тут до жовтня 2018 року Hai Yang Shi You 301 використовували як плавуче сховище, яке приймало вантаж ЗПГ та поступово передавало його на інше судно (плавучу регазифікаційну установку).
Станом на 2020 рік танкер здійснював перевезення вантажів ЗПГ із терміналу Янгпу (острів Хайнань) до малого терміналу Fangchenggang на узбережжі іншої китайської провінції Гуансі.